# 新華区 (滄州市)
新華区（しんか-く）は中華人民共和国河北省滄州市に位置する市轄区。

## 行政区画
- 街道:建設北街街道、車站街道、南大街街道、東環街道、道東街道
- 郷:小趙荘郷